# Jürgen Pommerenke
Jürgen Pommerenke (Wegeleben, 22 gennaio 1953) è un ex calciatore tedesco orientale, dal 1990 tedesco, di ruolo centrocampista.

## Carriera

### Club
Iniziò a giocare nelle giovanili dell'Aufbau-Traktor Wegeleben. Nel 1967 approdò nelle giovanili del Magdeburgo e nel 1970 fece il suo debutto in prima squadra contro la Lokomotive Lipsia. Con la squadra sassone giocò fino al 1985 in DDR-Oberliga 301 partite andando a segno 82 volte. Vinse inoltre la Coppa delle Coppe nel 1973-1974 e il premio di calciatore tedesco orientale dell'anno nel 1975.
Nella vittoriosa Coppa delle Coppe, stagione 1973-1974, gioca otto partite su nove - non viene impiegato solo nella gara d'andata delle semifinale a Lisbona contro lo Sporting - ma si rifarà nella partita di ritorno segnando la prima rete nel 2-1 che consentirà all'1. FC Magdeburg di accedere alla finale di Rotterdam dell'8 maggio dove batterà per 2-0 il Milan.

### Nazionale
Con la Germania Est giocò dal 1972 al 1983 57 partite (di cui quattro ai Giochi) impreziosite da 3 gol. Partecipò ai Giochi di Monaco di Baviera 1972 e al campionato del mondo 1974.
A vent'anni ancora da compiere è titolare ai XX Giochi Olimpici nell'agosto del 1972: su sette gare in totale, ne gioca sei dal primo minuto - unica eccezione quella con la Polonia dove entra nella parte conclusiva - e realizza la rete nella gara contro la Germania Ovest decisivo per chi andrà a giocare la finale per il terzo posto, nel girone di semifinale: dopo dodici minuti porta in vantaggio la DDR che alla fine si imporrà per 3-2.
Ai Mondiali di Germania 1974 parte titolare contro l'Australia restando in panchina nelle due successive partite del girone eliminatorio contro il Cile e la Germania Ovest. Non gioca neppure la prima delle partite del girone di semifinale contro il Brasile, ma viene ripresentato dal c.t. Georg Buschner contro l'Olanda e nell'ultima partita contro l'Argentina. Non prende parte ai giochi olimpici 1976 di Montréal dove la Germania Est vincerà la medaglia d'oro.
Resterà nel giro della Nazionale fino al 16 marzo 1983, quasi undici anni dopo il suo debutto - datato 31 maggio 1972 a Rostock nello 0-0 con l'Uruguay - quando a Magdeburgo giocherà 72 minuti nel 3-1 di fronte alla Finlandia.

## Palmarès

### Club

#### Competizioni nazionali
- DDR-Oberliga: 3

1971-1972, 1973-1974, 1974-1975
- FDGB Pokal: 4

1973, 1978, 1979, 1983

#### Competizioni internazionali
- Coppa delle Coppe: 1

1973-1974

### Nazionale
- Bronzo olimpico: 1

Monaco di Baviera 1972

### Individuale
- Calciatore tedesco orientale dell'anno: 1

1975